# Bastgöl (Fågelfors socken, Småland)
Bastgöl är en sjö i Högsby kommun i Småland och ingår i Emåns huvudavrinningsområde.